# Melanagromyza alaskae
Melanagromyza alaskae este o specie de muște din genul Melanagromyza, familia Agromyzidae, descrisă de Spencer în anul 1969.
Este endemică în Alaska. Conform Catalogue of Life specia Melanagromyza alaskae nu are subspecii cunoscute.